# Assur (település)
Assur (ékírással 𒀸𒋩, aš+sur) az ókori Asszíria első, névadó fővárosa volt a kezdetektől az i. e. 9. századig. A város főistenéről, Assurról kapta a nevét, aki az asszír hitvilág legfőbb istene és az asszír állam fő védelmezője volt. A település Asszíria legfontosabb szakrális helye volt, mint Assur isten egyetlen templomának helyszíne. A birodalom teljes fennállása alatt – függetlenül attól, hogy az egyes uralkodók éppen hol tartották székhelyüket – koronázóváros volt.
A romváros területe a mai Irak Szaláh ed-Dín kormányzóságának területén, Al-Sirkat körzetben található, a Tigris folyó nyugati partján, a Kis-Záb torkolatától mintegy 25 km-re északra. A hely mai arab neve „Kal’at Sirkat” (kb. „Sirkat erődje”).

## Világörökségi helyszín
Assur Kalat-Serqát romhalom néven 2003-tól a világörökség része. Két kulturális kritériumnak felelt meg. Egyrészt egyedi (de legalábbis kivételes) megtestesítője egy élő vagy már letűnt civilizációnak, hiszen az i. e. 3. évezredben alapították, az asszír hitvilág központja és a királyok koronázási és temetkezési helye volt. Másrészt az emberiség történelme egy vagy több korszakát tükröző táj kiemelkedő építészeti példája. Egyes ókori források alapján 34 templomot és 3 palotát feltételeznek itt a kutatók, melyekből napjainkig keveset tártak fel. Két okból is veszélyeztetett helyszín, egyrészt a területen zajló konfliktusok, másrészt a tervezett gát miatt, ami elöntené a terület egy részét. 1898-ban német régészek kezdeményeztek ásatásokat. Megtalálták Istár, Assur és Samas napisten templomát, emellett királysírokat, egy nagy lépcsőzetes zikkuratot és egy palotát. A leletek többségét a berlini Pergamonmuseumban őrzik.
A „Régi Palota” délkeleti sarka alatt hét asszír király sírját tárták fel, ezek közül az 5. és 2. számú sírbolt tulajdonosai II. Assur-nászir-apli és V. Samsi-Adad voltak, a 3. számú valószínűleg Assur-bél-kala sírja, a másik négy viszont – feliratok hiányában – azonosítatlan. Az asszír királyok általában e városban temetkeztek, bár sírhelyük nem ismert.

## Története
A város igen régi, az i. e. 4. évezred végén alapították a Tigris folyami gázlóját ellenőrző sziklaszirten. Aššur (ejtsd assur) isten a hely, az átkelő és a sziklaszirt hiposztázisa, megtestesülése. Nevének eredete nem sumer vagy sémi, de a mitológia hegyistennek tekinti, amit az Uspia által emelt első Assur-templom, az Éhurszag-kurkurra nevének elemzése is alátámaszt.
Legkésőbb az i. e. 24. század elejétől már lakták sémi nyelvű, akkád városlakók. Ebből a korszakból maradt fenn Istár temploma és az Ősi Palota. Assur sokáig idegen hatalmaktól függött: először az akkád királyok uralma alá került, majd a III. uri dinasztia idején sumer katonai kormányzók (sagin) irányították a települést, de az elsők között függetlenedtek tőlük.
Az asszír archaikum (kb. 2800-2050) igen homályos kor, konkrét eseménytörténetét még vázolni sem lehet. Az asszír királylisták révén néhány nevet ismerünk, mely ide sorolható. Névalakjaikból sumér és sémita elemeket egyaránt fel lehet ismerni, sőt néhányan indoeurópai szóhasonlítással is megpróbálkoztak - egyesek az indoárja elem jelenlétét a hurriták korabeli létének bizonyítékát látják (a többség véleménye szerint azonban ez kissé korai lenne).
Assur csak az akkád kor után került be Mezopotámia politikai és gazdasági vérkeringésébe - bár addigra már teljesen átvették az akkád pantheont (leglényegesebb különbség, hogy Marduk helyett a helyi Aššur istent tisztelték), az ékírást és az akkád kultúra sok más elemét, következésképp a szoros kapcsolatok korábban is megvoltak. Az akkád birodalom felbomlása után rövid időre önállóak lettek, de Szálim-ahum (Zariku) már csak Sulgi, a III. uri dinasztia második uralkodójának helytartója volt. Ettől kezdve azonban az asszír Óbirodalom (Óasszír kor) az erősödés, majd a hódítás kora - az utóbbi viszont csak két emberöltőnyi időre. Az asszír Óbirodalom korában alapozódtak meg azok a birodalmi hagyományok és területi igények, melyek Asszíria további történetében meghatározóak voltak. Ugyanúgy e korban képződtek azok a legfontosabb asszír diaszpórák, melyek permanenssé tették az asszír jelenlétet a térség minden szegletében az elkövetkező több mint ezer év alatt.
A sumer reneszánsz korát követően az i. e. 2. évezred elején a helyi népesség (asszírok) birtokába került a város, ami ebben az időben gyors fejlődésnek indult, kereskedelmi központtá vált (ld. óasszír kereskedelem). Assur és Adad viharisten templomai épültek fel ebben az időszakban. A gazdag települést elfoglaló amurrú I. Samsi-Adad (i. e. 1813–1781) – bár jómaga Subat-Enlilben székelt – építette a Nagy Királyi Palotát, és erősítette meg Assur templomát egy zikkurattal.
Az asszír királyság függetlenségének Hammurapi, a neves babiloni uralkodó vetett véget, aki Samsi-Adad halála után beolvasztotta Asszíriát a birodalmába, majd a város és környéke Mitanni alávetettje lett. Néhány évszázaddal később, III. Puzur-Assur uralkodása alatt nagyszabású építkezések kezdődtek, ekkor egyesítették a déli negyedet az északi óvárossal. Szín holdisten és Samas napisten templomát az i. e. 15. században építették.
Az i. e. 14. században I. Assur-uballit uralkodása alatt Asszíria visszanyerte függetlenségét, a következő évszázadokban helyreállították a templomokat és a palotákat. A város az i. e. 13. században vált igazi birodalmi fővárossá, számos templom és két palota is épült az északi városrészben (külön citadella-negyed Assurban még nem jelent meg). Ekkortájt vették körül kettős fallal a mintegy 70 hektáros kiterjedésű települést. I. Tukulti-Ninurta (i. e. 1244–1207) Istárnak, míg I. Tukulti-apil-ésarra (i. e. 1114–i. e. 1076) Anu és Adad istennek épített templomot. A középasszír időszakban Assur fallal körülvett városa 120 hektáron terült el.
Az újasszír időszakban (i. e. 911 – i. e. 612) más városok váltak Asszíria fővárosává. II. Assur-nászir-apli (i. e. 883 – 859) Kalhu (Nimrúd) városát tette meg fővárosnak, de Assur templomainak és Assur főisten tiszteletének köszönhetően mindvégig a birodalom vallási központja maradt. Szín-ahhé-eríba (i. e. 704 – 681) uralkodása alatt megépítették az Új év Házát, ahol a különböző ünnepségeket tartották. Jó néhány asszír uralkodót temettek el az Ősi Palotában. Assur pusztulása végül i. e. 614-ben következett be, amikor egy méd hadsereg kirabolta és lerombolta a várost.
A Pártus Birodalom idején, az 1. és 2. században a település Labbana néven újra benépesült. Új közigazgatási épületeket emeltek fel az északi és az óvárosban, és egy palotát a déli városban. Az ősi Assur-templomot is újjáépítették. I. Sápúr szászánida király (241–270) végül újra lerombolta a várost. A területről néhány beduin építmény is fennmaradt a 12–13. századból.